# 3673 Levy
3673 Levy este un asteroid din centura principală, descoperit pe 22 august 1985, de Edward Bowell.